# Marianne Lederer
Marianne Lederer, född i Paris 1934, är en fransk översättningsforskare som har vidareutvecklat den så kallade teorin om betydelse i tolkning (la théorie interprétative) tillsammans med Danica Seleskovitch, som först lanserade teorin. Lederer har också publicerat  flera verk om översättning och tolkpedagogik. Hennes verk har i hög grad påverkat tolk- och översättningsforskning och undervisning internationellt.

## Biografi

### Tidiga år
Marianne Lederer föddes i Paris 1934. Hennes far, Edgar Lederer, var en internationellt känd biokemist av österrikisk härkomst och hennes mor Hélène Fréchet var fransyska. I hennes fars memoarer finner man detaljer från hennes barndom, där hon var äldst av fyra systrar och tre bröder.
Före andra världskriget bodde familjen i Wien i Österrike och i Leningrad i dåvarande Sovjetunionen, där hennes far hade en tjänst vid Vitamininstitutet. Familjen återvände till Paris, men tvingades fly 1940; man stannade dock i Frankrike. Efter att ha studerat litteratur vid Sorbonne och efter flera språkstudier i Storbritannien och USA fick Lederer sin examen som fransk-engelsk-tysk konferenstolk från den dåvarande tolk- och översättarutbildningen vid HEC Paris. Hon är också medlem av AIIC.

### Tolkarbete
Som nyutexaminerad tolk 1958, fick hon möjlighet att tolka vid ett tre månader långt uppdrag för en amerikansk delegation i Tunisien med OCEC (föregångaren till OECD), den andra tolken på detta uppdrag var Danica Seleskovitch. Enligt Danica Seleskovitchs biografi var detta uppdrag början både på deras vänskap och deras samarbete som tolkar såväl som forskare.
När teorin om betydelse i tolkning utvecklades beskrivs Lederer som Seleskovitchs bollplank och diskussionspartner. Vid utvecklingen av teorin fokuserade Lederer på simultantolkning och Seleskovitch på konsekutivtolkning.

### Universitetskarriär
1978 disputerade Lederer vid universitetet i Paris 4-Sorbonne på en doktorsavhandling om simultantolkning (La traduction simultanée - Experience et Théorie). Hon utnämndes till universitetslektor vid universitetet Paris XII-Val de Marne, där hon grundade avdelningen för främmande språk och ledde samma avdelning fram till 1985. År 1985 fick hon en tjänst vid Ecole Supérieure d'Interprètes et de Traducteurs (ESIT) vid universitetet i Paris 3, där hon hade undervisat sedan 1969. Hon var chef för ESIT från 1990 till 1999. Fram till sin pensionering i september 2002 var hon chef för Centre for Research and Translatology vid Université Paris 3 – Sorbonne Nouvelle.

### Forskning
Teorin om betydelse i tolkning och översättning lanserades på 1970-talet och föreslog att översättning och tolkning skulle förstås som en triangulär process snarare än som linjär kodning. Teorin har i hög grad påverkat översättnings- och tolkningspedagogiken över hela världen. Marianne Lederers arbete med teorin om betydelse i tolkning har använts i stor utsträckning i tolkutbildning, och hennes verk har översatts till engelska, kinesiska, georgiska, arabiska, serbiska, koreanska, ungerska, nederländska, spanska och persiska.
Tillsammans med Danica Seleskovitch var hon en av de första översättningsteoretikerna som bröt med den strukturella lingvistiken, som fortfarande dominerade på 1970-talet. Detta gjordes genom att sätta översättaren i centrum för processen och vända sig till andra discipliner, som psykologi och neuropsykologi, för att förklara de kognitiva processerna vid tolkning och översättning. Hon är också en av grundarna och förespråkarna av den så kallade Parisskolan för tolkning som främjar tolkning till modersmålet eller L1.
Lederer är en av redaktörerna för Forum, en internationell tidskrift om tolkning och översättning som publiceras av John Benjamins Publishing Company, medlem av International Association of Conference Interpreters (AIIC) och European Society of Translation Studies (EST). År 2002 fick hon Danica Seleskovitch-priset för framstående arbete för att främja tolkar och forskning om tolkning.
Lederer gick i pension 2002, men har fortsatt att publicera och forska som aktiv forskare och är knuten till forskningsgruppen CLESTHIA vid universitetet Sorbonne Nouvelle. I november 2011 tilldelades hon Joseph Zaarour-medaljen vid Saint Joseph-universitetet i Beirut för sina bidrag till översättnings- och tolkstudier.